# Géographie de la commune d'Olne
Vous pouvez aider à l'améliorer ou bien discuter des problèmes sur sa page de discussion.
- Certaines informations devraient être mieux reliées aux sources mentionnées dans la bibliographie ou les liens externes. Améliorez sa vérifiabilité en les associant par des références. (Marqué depuis août 2012)
- Il doit être recyclé. La réorganisation et la clarification du contenu sont nécessaires. (Marqué depuis mars 2012)

Pour un article plus général, voir Olne.
La connaissance du sol, du sous-sol, des cours d'eau et du relief ont déterminé l'implantation du bocage et des champagnes.

## Topographie
Topographiquement, le territoire communal s'appuie au nord, sur la ligne allongée d'un promontoire en plateau, promontoire qui ferme la large dépression du ruisseau de Soumagne, la Magne, située plus au nord encore. Dans cette direction, les affleurements des roches calcaires et gréseuses du massif de la Vesdre maintiennent l'altitude vers les 200 m. et sont responsables de la topographie en plateau dans le sud de la commune, avant les échancrures de la vallée.
Relief et géologie retrouvent l'affectation du sol pour souligner l'appartenance d'Olne à deux terroirs distincts au sein de la région, typiques de l'Entre-Vesdre-et-Meuse.
Au point de vue de l'économie rurale, Olne s'insère dans la grande région herbagère liégeoise qui regroupe l'Entre-Vesdre-et-Meuse y compris le Pays de Herve, l'Ardenne du nord-est, le Condroz oriental au-delà de l'Ourthe, la Famenne du nord-est et la Haute-Ardenne.

## Orographie et hydrographie

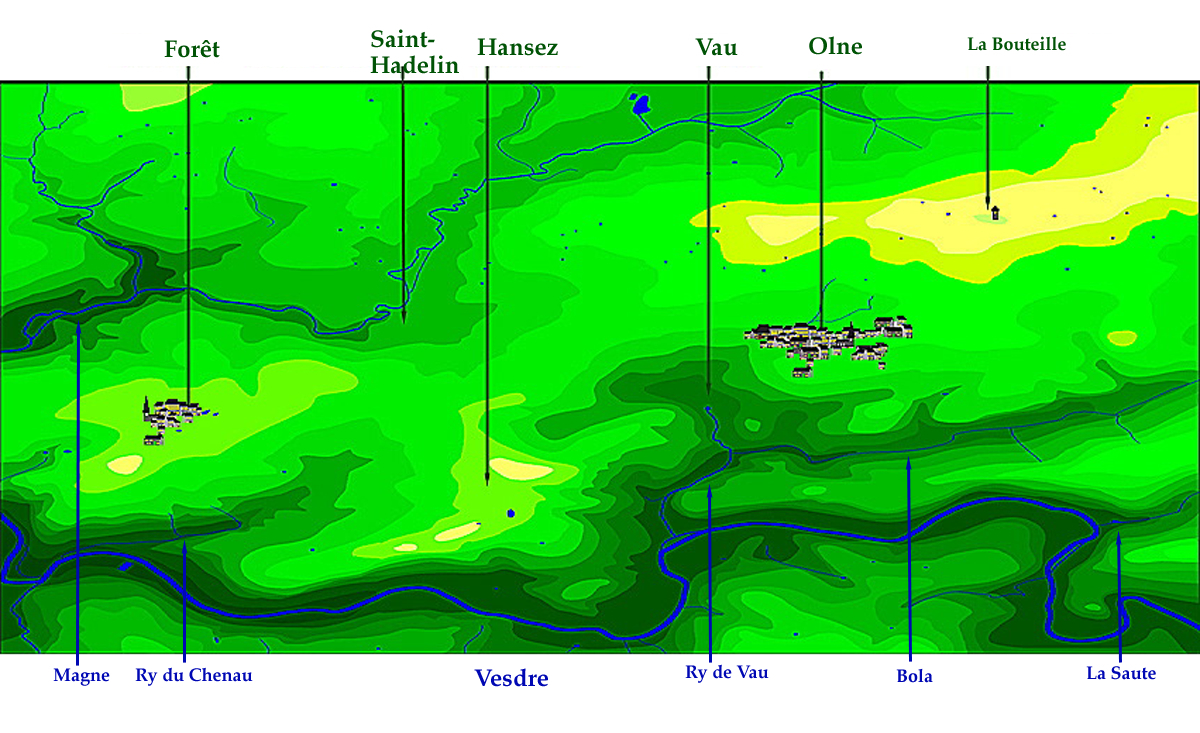
Carte oro-hydrographique de la Commune d'Olne

Olne est située par rapport aux régions géographiques fondamentales, dans la partie méridionale de l'Entre-Vesdre-et-Meuse. Le territoire est à cheval sur le vrai Pays de Herve, au nord, et le massif de la Vesdre au sud, deux terroirs qui nuancent la région.
Le principal cours d'eau à Olne est la Vesdre, rivière qui longe la partie sud de la commune à une altitude de 97 m.
Plusieurs ruisseaux traversent le territoire communal :
- la Magne, qui passe au pied de Saint-Hadelin,
- le Bola. Affluent du Ri de Vau, il conflue à  trzhg(h. Il s'appelle le Riwa sur le territoire de Grand-Rechain où il sort de deux fontaines (253 m) au Vieux-Tiège, puis il s'enfonce dans un chantoir. Il réapparaît 400 mètres plus loin et se dirige vers Soiron où on l'appelle Ri du Pré-Colette entre Soiron et Olne (206 m) et Ri du Fonds-des-Golets à hauteur du Bois-d’Olne ; enﬁn, le Bola prend le nom de Hazienne avant d'arriver à Vaux-sous-Olne.
- le Ri de La-Saute, qui marque la limite sud-est du ban d'Olne avec Pepinster. Il se jette dans la Vesdre
- le Ri d’Aronde, qui arrose Olne et qui entre dans un chantoir à La-Falise. Il alimentait deux grands viviers, situés au pied des anciens jardins du château d'Olne; la trace des berges de ces étangs est toujours visible à l'entrée du village. Il est une des résurgences de Vaux-sous-Olne et prend le nom de Ri de Vau.
- le Ri du Cheneau, petit ruisseau qui est la limite primitive de la paroisse de Fléron au XIIe siècle, et probablement la limite du domaine des Pépinides – ancêtres de la dynastie carolingienne –  au VIIe siècle.
- le Ri des Gorges-du-Loup, petit ruisseau qui prend sa source au Pucet à Fléron où on l'appelle le Ri du Pucet. Il longe la commune de Magnée. Sur la commune de Magnée, il s'est appelé Ri d'Ayeneux, et Ri du Ban-d’Olne (en 1503) sur la commune d'Olne. Limite de la paroisse primitive de Fléron au XIIe siècle, c'était aussi, comme le Ri du Cheneau, la limite probable du domaine des Carolingiens.

## Géologie et pédologie

### Géologie

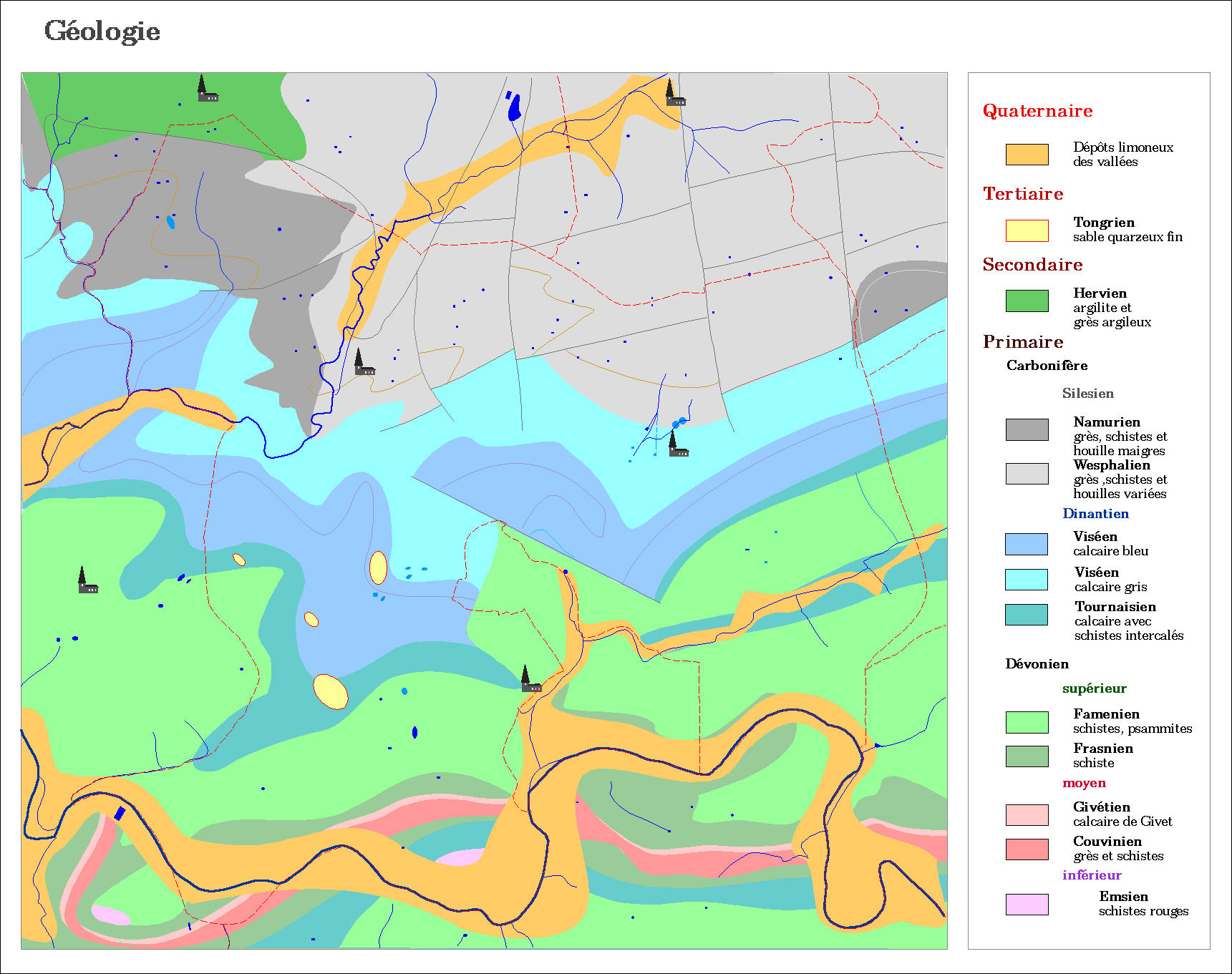
Carte géologique de la Commune d'Olne

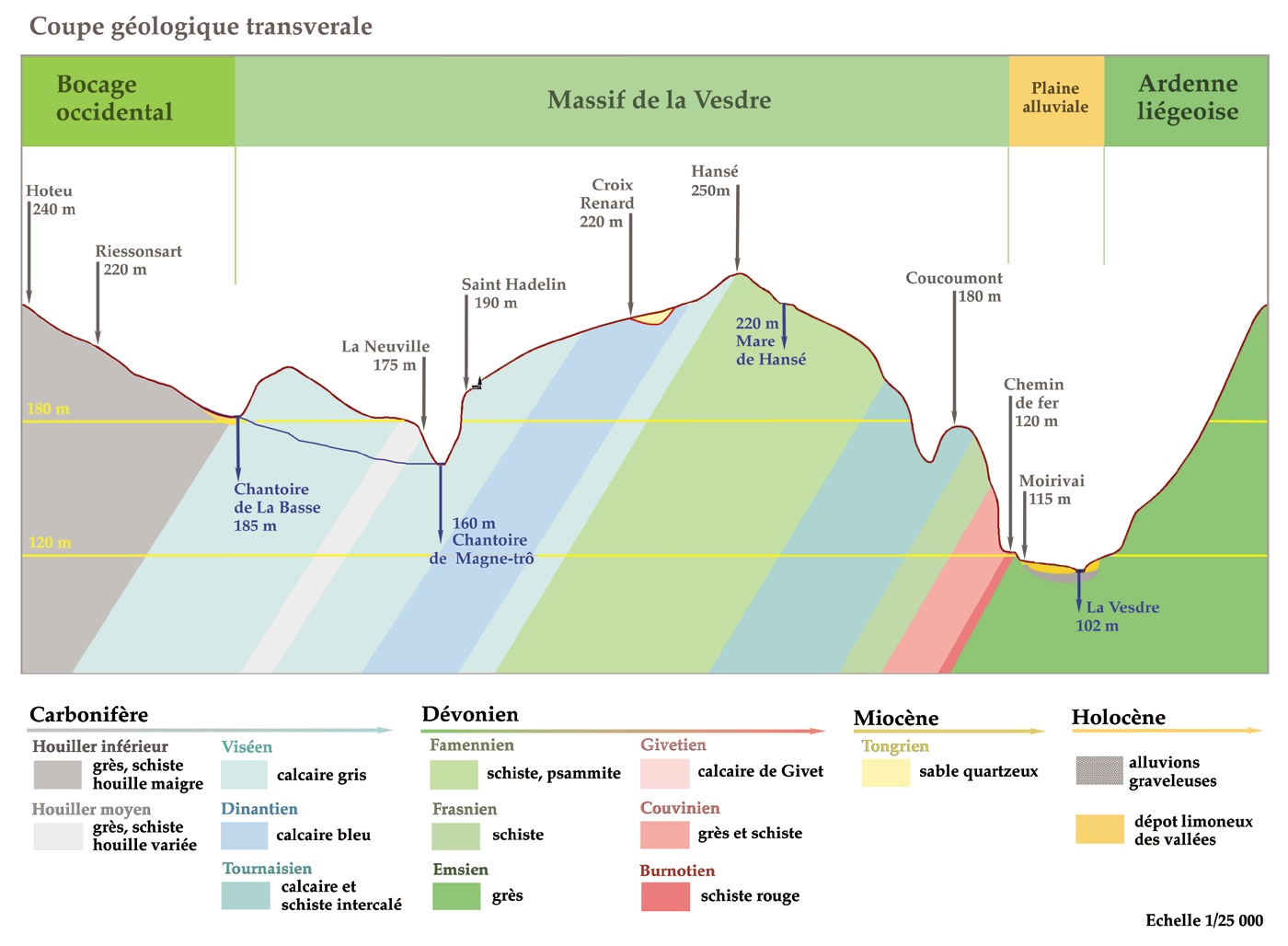
Coupe géologique transversale de la Commune d'Olne

On distingue clairement trois entités géologiques dans la région.
Du point de vue géologique, la commune d'Olne est tout d'abord caractérisée par la présence de roches cohérentes, plissées, datant du Paléozoïque.
- Entité septentrionale[2],[3]

Les schistes houillers, roches noires à textures feuilletées, qui se transforment en argile, occupent la partie septentrionale du territoire. La limite méridionale de cette zone va de la région située au Nord du Bai-Bonnet jusqu'au Sud du Bas-Raf'hai et de La-Falise, sous le village d'Olne proprement dit. Elle se prolonge ensuite vers le lieu-dit Aux-Cours à Xhendelesse.
- Entité orientée ouest-est et située au Sud

Les calcaires carbonifères, principalement dinantiens et viséens, appartiennent au massif de la Vesdre et se disposent en une zone orientée ouest-est et située au Sud de l'unité précédente. Le village d'Olne appartient  à l'étage viséen.
- Entité des versants de la vallée

La troisième entité groupe principalement les schistes et psammites du Famennien qui forment les versants de la vallée de la Vesdre. Sa localisation est plus méridionale encore que les deux précédentes.
Une petite entité calcaire givétienne longe la Vesdre.

### Pédologie
À des époques géologiques plus récentes[Quand ?], on peut observer des dépôts de sables tertiaires. Ainsi, dans les villages riverains[Lesquels ?] et à l'endroit appelé Les Fosses à Olne, on remarque les vestiges d'une formation d'âge oligocène. Elle se compose de sables quartzeux relativement homogènes et sans stratifications visibles. Il semble bien qu'ils aient une origine marine et ils ont été anciennement exploités, peut-être pour servir de mortier. À présent le sable est presque toujours recouvert de dépôts assez minces de gravier blanc enrobé dans de l'argile.

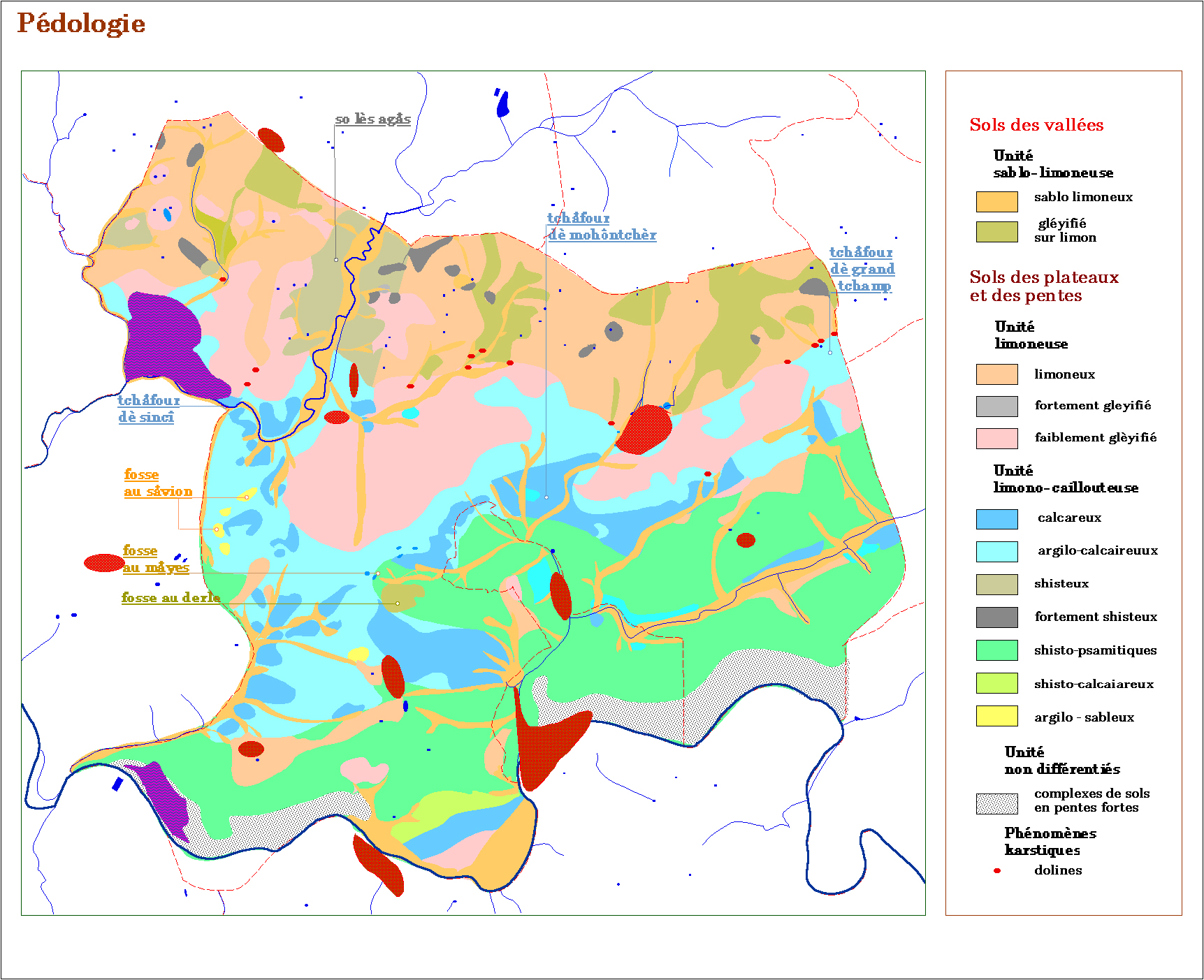
Carte pédologique de la Commune d'Olne

En ce qui concerne le Quaternaire, des limons analogues à ceux de la Hesbaye couvrent le plateau au Nord. Par contre, l'érosion en a enlevé une notable partie dans la moitié méridionale du territoire.
Divisions pédologiques
Cette brève esquisse géologique fait comprendre les grandes divisions pédologiques. Les trois terroirs nettement distincts se répartissent comme l'indique la carte géologique.[précision nécessaire] ().
On distingue tout d'abord le bocage occidental de l'Entre-Vesdre-et-Meuse qui coïncide avec les deux unités de la pénéplaine qui prolonge le plateau de Herve et ses pentes respectives. Sa limite méridionale se situe, pour la commune d'Olne au Nord du Bai-Bonnet, passe par la carrière des Hés, La-Neuville, Saint-Hadelin, Herdåvoye au Sud du Bas-Raf'hai, de La-Falise et le Nord du village d'Olne. Elle se prolonge ensuite au-delà de la limite de la commune vers Falhé et le vallon asséché  de Martinsart en direction du lieu-dit Aux-Cours à Xhendelesse. Le paysage bocager du Nord correspond à une dominance de sols limoneux humides sur le plateau et argilo-schisteux sur les versants.
Le massif de la Vesdre à Olne comporte en plus du village, les hameaux de Hansé et Gelivaux. Les sols secs et peu profonds sur roches carbonatées y dominent, et en plus, de larges sols limoneux bien drainés y subsistent sur les surfaces les plus calmes d'interfluves.
Dans la région méridionale, faménienne, assimilée à l'Ardenne liégeoise et qui ne concerne qu'une faible partie de la commune, les sols limoneux sont généralement de peu d'étendue. Cette zone méridionale au relief très affirmé est caractérisée par des sols caillouteux superficiels à charge schisto-psammitique.
En résumé, le territoire de la commune présente essentiellement trois paysages pédologiques qui se succèdent du Nord au Sud et dont les affectations de l'espace agricole sont sensiblement différentes, à savoir : le bocage occidental de l'Entre-Vesdre-et-Meuse, la zone calcaire du massif de la Vesdre et les versants de la vallée de la Vesdre. ()
Phénomènes karstiques
- Chantoir de La-Falise
- Doline de La-Falise
- Résurgence de Vaux-sous-Olne
- Effondrement karstique du Froidhé

## Géopolitique

### Évolution de la population et de l'habitat

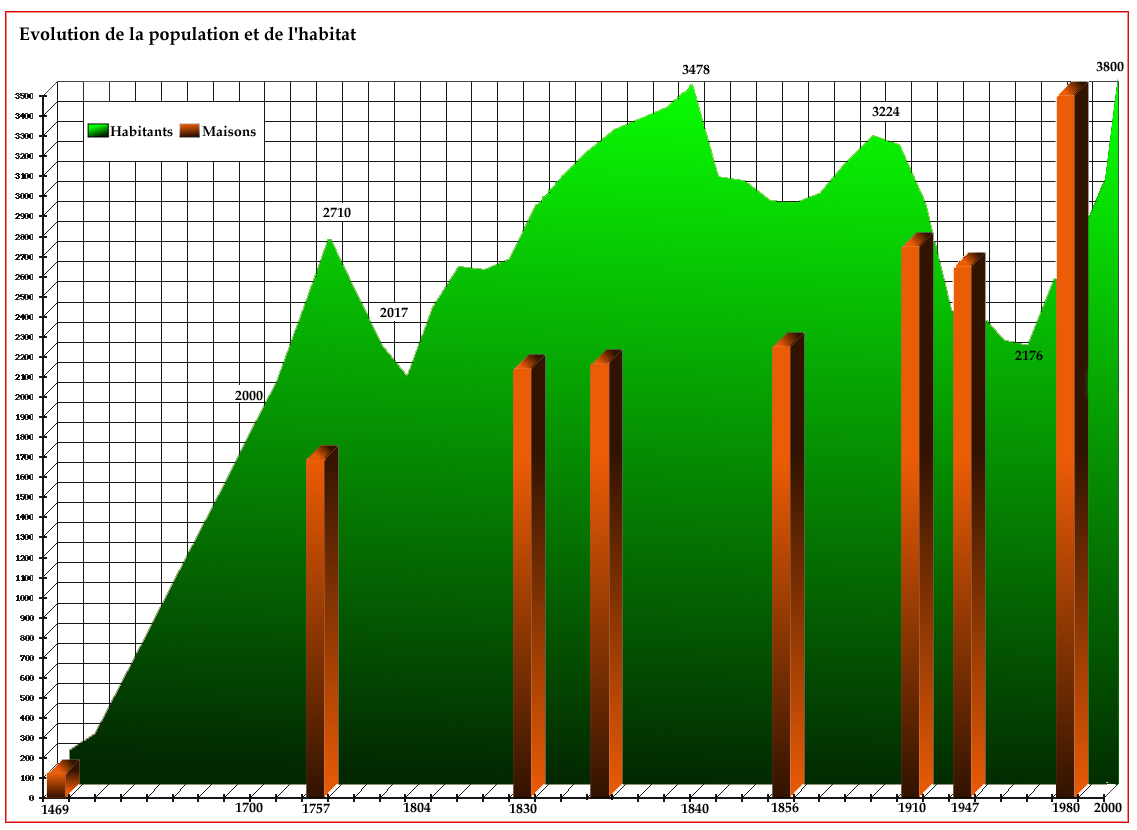
Évolution de la population

La population d’Olne n’est pas importante avant le XVIe siècle ; toutefois, elle atteint déjà les 2 000 habitants vers 1700.
Mais, si dès 1750 un net recul apparaît sur le graphe, il ne s’explique pas par une épidémie, mais par l’apparition du protestantisme. En effet les curés, considérant que les protestants n’ont pas d’âme, ne les inscrivaient tout simplement pas dans les registres paroissiaux. Il faut donc pondérer cette courbe en additionnant les protestants, heureusement inscrits dans les actes notariés et au consistoire de Hodimont. Dès 1918, ils disparaissent.
Dès 1840 à 1870, on observe de fortes famines. Ensuite, de 1910 à 1960, on remarque la fuite des travailleurs vers les proches métropoles, les guerres n’ayant pas fait un nombre de victimes significatif. Enfin, Olne rentre de plus en plus dans la banlieue et devient village-dortoir.

### Le Plan de secteur

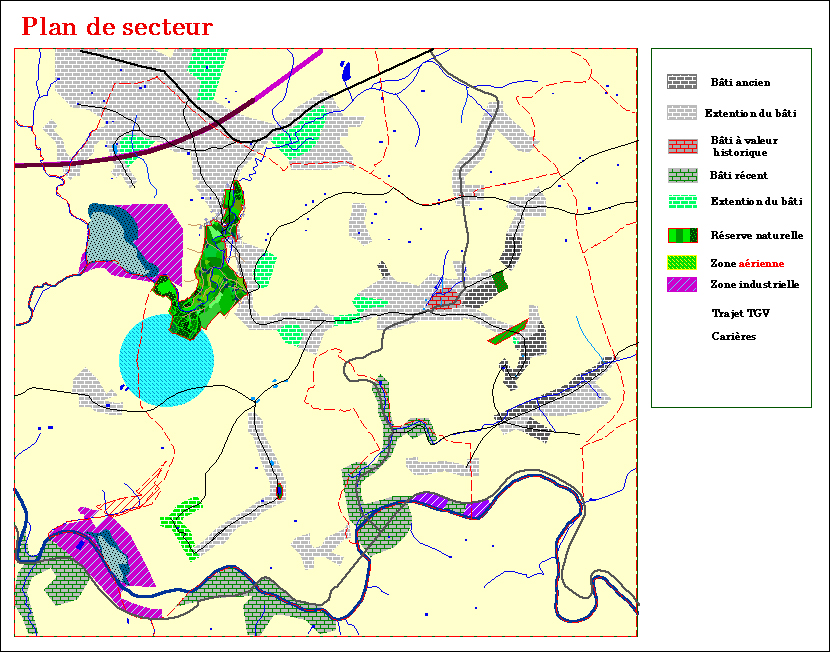
Plan de Secteur d'Olne

Quoique faisant partie de l'arrondissement de Verviers, Olne a été rattaché au plan de secteur de Liège, témoignage de cette attraction par cette métropole.
À Olne, la plus grande partie de la commune appartient à la zone agricole, à savoir, une zone où seule peut s'exercer l'agriculture ou des activités qui y sont liées et où seules peuvent s'édifier des constructions d'intérêt agricole. La zone rurale dans laquelle s'inscrit la zone agricole, comprend également des zones forestières, les zones d'espaces verts et les zones rurales d'intérêt touristique. Cette zone rurale apparaît comme « une zone solde où seuls sont autorisés les actes et travaux nécessaires au maintien de la situation existante pendant la période qui précède la réalisation d'une affectation à prévoir ultérieurement ».
Les abords de la Magne sont classés comme zone rurale d'intérêt paysager. À sa proximité, il existe une petite zone naturelle d'intérêt scientifique certain. Par ailleurs, au sud-ouest de Saint-Hadelin existe une zone de protection de station de radioguidage (Very high frequency Omni Range, VOR : radiophare omnidirectionnel à très haute fréquence) appelée Olno.

### Le schéma de structure communal (SSC)
La commune d'Olne s'est dotée d'un schéma de structure communal.
Ce document d'orientation, d'évaluation, de gestion et de programmation du développement durable de l'ensemble du territoire communal défini pour Olne une entité villageoise et dix entités paysagères :
1. entité villageoise d'Olne
2. entité de Fosse-berger
3. entité rurale de Hansé
4. entité de Riessonsart-Belle Maison
5. entité de la vallée de la Magne et Saint-Hadelin
6. entité du Rafhay, La-Bouteille et Froibermont
7. entité agricole Croix-Renard - Gelivau
8. entités de la Hazienne et du Bois d'Olne
9. entité de Vaux-sous-Olne et ses versants
10. entité du versant de la vallée de la Vesdre

### Plan Communal de Développement Rural (PCDR)
L'analyse des services, ressources, faiblesses et atouts du territoire d'Olne met en évidence les points faibles et les opportunités qui justifient les interventions. Le plan stratégique qui en découle, fort théorique, se traduit en projets concrets.
La grille AFOM (Atouts-Faiblesses-Opportunités-Menaces du territoire) est achevée fin 2008.